# Pedro Alconero
Pedro Alconero Artagoitia (Barakaldo, 3 settembre 1919 – Alcalá de Guadaíra, 20 settembre 1963) è stato un calciatore spagnolo.

## Carriera

### Club
Iniziò a giocare nel Barakaldo, club della sua città natale, nella Segunda División. Esordì nella stagione 1939-1940, alla ripresa del calcio in Spagna dopo la guerra civile.
Nel 1941 si trasferì al Siviglia, nella Primera División. Vi militò per il resto della sua carriera, fino al 1952.

### Nazionale
Collezionò 4 presenze con la Nazionale spagnola di calcio, debuttando il 21 marzo 1948 contro il Portogallo al Santiago Bernabéu.

## Palmarès

### Club

#### Competizioni nazionali
- Primera División spagnola: 1

Siviglia: 1945-1946
- Coppa di Spagna: 1

Siviglia: 1948